# Идеализация
Идеализация (фр. idéalisation, от греч. δέα — видимое, форма, образ) в обыденном смысле означает представление о чём-либо (или о ком-либо) в более совершенном виде, чем это есть на самом деле. В науке этот термин используется в несколько отличном смысле и представляет собой один из основных и широко распространённых методов познания, а именно — далеко зашедшее абстрагирование, мысленное конструирование воображаемых объектов на основе их реальных прообразов.

## Идеализация в науке
Идеализация в науке означает, что мы упрощаем исследуемый реальный объект и мысленно конструируем его идеализированный образ, зачастую неосуществимый в действительности, но сохраняющий основные качества объекта с приемлемой точностью. Например, при морской навигации можно принять, что поверхность Земли имеет форму идеальной сферы, что неверно, однако обычно погрешность от такой идеализации незначительна. Во многих случаях идеализация — незаменимое средство для исследования систем, которые слишком сложны для рассмотрения во всей их полноте.
Идеализация тесно связана с моделированием. С одной стороны, она облегчает разработку научной модели, с другой — моделирование позволяет проверить адекватность поведения идеализированного и реального объектов. Практически любые научные модели, в том числе используемые в биологии, физике, экономике, химии и геологии, содержат те или иные идеализации.
В философии науки различают несколько видов идеализации.
Аристотелевская идеализация, называемая также минимальной (англ. minimalist), означает, что мы ограничиваемся рассмотрением тех свойств исследуемого объекта, которые, по нашему мнению, существенно влияют на рассматриваемую проблему, игнорируя остальные свойства. Примером может служить классическая модель небесной механики, которая описывает положение небесного тела как функцию времени и игнорирует все другие его свойства.
Галилеева идеализация отличается тем, что в ней допускаются преднамеренные искажения физической картины — например, физики рассматривают несуществующие в природе точечные массы, движущиеся без трения, биологи изучают изолированные популяции и т. д. Использование упрощений такого рода всякий раз, когда ситуация слишком сложна для решения проблемы, было характерно для подхода Галилея к науке; например, разработанная Галилеем модель свободного падения тел (путь пропорционален квадрату времени) не учитывает сопротивления воздуха. Ещё одним примером галилеевой идеализации является модель движения на ледяном катке, которая предполагает, что лёд не вызывает трения, тогда как в действительности небольшое, но ненулевое трение всё же существует.

### Идеализация в математике
Идеализация в прикладной математике означает создание математической модели изучаемого явления, упрощённой (идеализированной) по сравнению с реальностью, однако достаточной для достижения цели исследования. Пример: понятие плоскости в геометрии есть идеализация ровной, нигде не искривлённой реальной поверхности. Предельно идеализированным понятием является геометрическая точка, не имеющая никаких измеримых характеристик.
Идеализируемый объект может быть как реальным, так и идеальным математическим объектом. Например, важнейшим математическим понятием является бесконечное множество, свойства которого в определённой степени абстрагированы от свойств конечного множества.

### Идеализация в естественных науках
В физике и других естественных науках идеализация происходит аналогично идеализации в математике, то есть её роль сводится к упрощению объектов, позволяющему исключать свойства и связи, затрудняющие обнаружение и исследование естественных закономерностей, характерных для объекта. Примеры научной идеализации в физике: инерциальная система отсчёта, абсолютно твёрдое тело, материальная точка, идеальный газ, консервативная система.

## Идеализация в психоанализе
В психологии примитивной идеализацией принято называть представление одного человека другим как более идеального, чем он есть на самом деле. В данном случае идеализация представляется как защитный механизм. В понимании психоаналитика Шандора Ференци, примитивная идеализация у детей младшего возраста проявляется в том, что начиная с определённого возраста ребёнок перестаёт воспринимать себя как «всемогущего», а придаёт этот статус окружающим, например, родителям, понимая свою зависимость от них и считая, что они наделены сверхкачествами.
Механизм примитивной идеализации сохраняется и применяется во взрослой жизни, проявляясь, например, в ситуациях, когда человек A попадает в зависимость от другого человека B. Часто объектом (человеком B) идеализации становится специалист, чьи действия, по мнению человека A, смогут изменить его жизнь, оправдают надежды, принесут определённую выгоду и так далее. В случае если B не оправдывает ожидания A, происходит примитивное обесценивание — процесс, противоположный идеализации.
В отношениях полов идеализация понимается как придание человеком идеальных качеств объекту обожания, что характерно для влюблённости. Вопросами идеализации в добрачных отношениях занимался психолог У. Уоллер, который выявил, что идеализация человеком A человека B провоцирует стремление B соответствовать этому идеалу. Со временем идеальные свойства корректируются или отбрасываются.
От идеализации в психологии межличностных отношений отталкивается так называемая «практическая идеализация» — комплекс мер по достижению «идеала» через работу над собой. В её основе лежит так называемая триада, включающая три направления идеализации: «внешнее», «внутреннее» и «сексуальные навыки». Часто рассматривается в рамках пикапа.

## Идеализация в искусстве
Идеализация в творческой деятельности человека способствует выходу за рамки обыденного мышления и более глубокому постижению реальности.
В художественном творчестве понятие идеализации относится к одному из творческих методов и определяется дихотомией: идеализация — натурализация, или: идеальное — натуральное (близко отношениям понятий: абстрактное — конкретное или обобщение — конкретизация). Эти отношения в значительной степени определяют природу художественного образа в искусстве. При этом одно из ключевых понятий исторического развития искусства: реализм, остаётся дискуссионным, поскольку необходимо различать понятия реальности и действительности (как частично осуществлённой реальности), а также понятия реализма и натурализма.
Диалектика идеального и натурального в изобразительном искусстве, и даже в архитектуре и декоративно-прикладном искусстве, музыке, балете, в других родах и видах художественного творчества, определяет специфику двух основных направлений в истории искусства: классицизма и романтизма, а также связанных с ними историко-региональных стилей, течений и школ.